# Adame Ba Konaré
Adame Ba Konaré (geb. 1. Mai 1947 in Ségou, Mali) ist eine malische Historikerin und Schriftstellerin, die mit Alpha Oumar Konaré, dem ehemaligen Präsidenten von Mali verheiratet ist. Sie hat sich mehrfach für Neugeborene und für Flüchtlinge engagiert.

## Leben
Adame Ba Konaré wurde am 1. Mai 1947 in Ségou geboren. Ihre Eltern waren Marmadou Ba, ein Zahnarzt, und Kadiatou Thiam. Ihre Eltern gehören zum Stamm der Fula. Sie besuchte die höchste Bildungsanstalt der damaligen Zeit, die École Normale Supérieure in Bamako, zusammen mit ihrem zukünftigen Ehemann, Alpha Oumar Konaré. Sie heirateten am 15. September 1971. Ihr Mann wurde als Highschool-Lehrer angestellt, aber an die Universität Warschau entsandt für ein Doktorandenstudium. Beide erwarben 1976 einen Ph.D. in Geschichte. Sie kehrte nach Mali zurück und wurde Geschichtsprofessorin an ihrer Alma Mater in Bamako.
Konaré und ihr Mann arbeiteten gemeinsam an verschiedenen Projekten. 1983 veröffentlichten sie gemeinsam ein Buch mit dem Titel „Grande Dates Du Mali“ und sie kämpften auch gemeinsam für Demokratie unter der Präsidentschaft von Moussa Traoré, der Mali bis 1991 als Einparteienstaat regierte. Während dieser Zeit gründeten sie einen Verlag, Jamana, und die Tageszeitung Les Echos, sowie die Partei Alliance pour la démocratie au Mali (ADEMA-PASJ). 1991 wurde Präsident Moussa Traoré abgesetzt und in den folgenden Wahlen wurde Alpha Oumar Konaré als erster demokratisch gewählter Präsident seit der Unabhängigkeit Malis gewählt.
Konaré hat verschiedenste Bücher verfasst, von Biographien (über Sunni Ali Ber) bis hin zu philosophischen Werken (L’Os de la parole) und sogar einen Roman (Quand l’ail se frotte a l’encens). Darin verbindet sie die Darstellung der sozialen Kluft mit der fiktionalen Darstellung vergleichbar mit der Gesellschaft Malis. Das Buch wurde verglichen mit den Werken von französischen Schriftstellern wie Émile Zola und Victor Hugo.
Obwohl offiziell im Ruhestand, wird sie oft zu Konferenzen über Geschichte Afrikas eingeladen. Zusätzlich zu ihrer akademischen Arbeit ist Adame Ba Konaré zudem eine ausgesprochene Feministin und die Gründerin eines der wenigen Frauenmuseen in Afrika, Muso Kunda. Das Museum wurde 1987 gegründet nach der Veröffentlichung ihres Buchs The Dictionary of Famous Women of Mali. Das Museum wird von Konaré finanziert.
In jüngerer Zeit hat sie sich in einem Projekt engagiert, welches die Geschichte Afrikas neu darstellt, nachdem der französische Präsident Nicolas Sarkozy in einer Rede in Dakar gesagt hatte, dass „der afrikanische Mensch nur unzureichend die Geschichte betreten“ habe und „in einer stets gleichbleibenden Ordnung“ bleibe, an klassische koloniale und rassistische Muster erinnerten. Die Bewegung möchte eine Geschichte Afrikas verfassen, welche das Erbe Afrikas und dessen früherer Zivilisationen würdigt. Als Historikerin widersprach Adame Ba Konaré Sarkozy und lud afrikanische Historiker, Intellektuelle und alle Freunde Afrikas ein, eine Gegenrede zu Sarkozys Rede zu verfassen, um „die Angriffe auf die Afrikanische Erinnerung“ („the attacks on African memory“) zu widerlegen.
Sie ist die Mutter von Kadiatou Konaré, einem Minister of Culture von Mali.